# Sīdī Sālim
Sīdī Sālim (arabiska: سيدي سالم) är en ort i Egypten.   Den ligger i guvernementet Kafr el-Sheikh, i den norra delen av landet, 140 km norr om huvudstaden Kairo. Sīdī Sālim ligger 6 meter över havet och antalet invånare är 47 998.
Terrängen runt Sīdī Sālim är mycket platt. Runt Sīdī Sālim är det tätbefolkat, med 659 invånare per kvadratkilometer. Det finns inga andra samhällen i närheten. Trakten runt Sīdī Sālim består till största delen av jordbruksmark.